# فؤاد شفيق (لاعب كرة قدم)
فؤاد شفيق (بالفرنسية: Fouad Chafik)‏ لاعب كرة قدم مغربي من مواليد بييرلات بفرنسا في 16 أكتوبر 1986 يلعب رفقة نادي ديجون الفرنسي إضافة إلى المنتخب المغربي.

## المسيرة الكروية
انضم شفيق إلى أكاديمية نادي غرونوبل الفرنسي سنة 2004 ولم يغادرها إلا سنة 2009 حين انضم إلى نادي مونتيليمار في الهواة، وفي سنة 2010 انتقل اللاعب إلى نادي اولمبيك فالنس والذي ظل معه موسمين شارك خلالهما في 41 مباراة موقعاً 6 أهداف، سنة 2012 ستشهد انتقال اللاعب إلى نادي إستر في خطوة تعتبر بداية طريق اللاعب نحو التألق والبروز إعلامياً فخلال موسمين شارك في 73 مباراة وسجل هدفاً وحيداً، وفي صيف 2014 انتقل إلى نادي لافال والذي برز معه بشكل لافت الشيء الذي جعله يلفت انتباه الناخب المغربي بادو الزاكي الذي استدعاه للمنتخب المغربي بحيث خاض أول مباراة دولية بتاريخ 12 يونيو 2015 ضد المنتخب الليبي في إطار إقصائيات كأس أمم إفريقيا 2017 .

## روابط خارجية
- فؤاد شفيق على موقع قاعدة بيانات كرة القدم.إي يو (الإنجليزية)
- فؤاد شفيق على موقع ناشيونال فوتبول تيمز (الإنجليزية)
- فؤاد شفيق على موقع Soccerway.com (الإنجليزية)
- فؤاد شفيق على موقع عالم كرة القدم.نت (الإنجليزية)
- فؤاد شفيق على موقع AS.com (الإسبانية)
- فؤاد شفيق على موقع GSA (الإنجليزية)

- Fouad Chafik career statistics at foot-national.com
- Fouad Chafik profile at footballdatabase.eu